# Maurice Koechlin
Maurice Koechlin (Buhl, Alsacia; 8 de marzo de 1856 - Veytaux, Suiza, 14 de enero de 1946) fue un ingeniero de estructuras franco-suizo egresado de la Escuela Politécnica Federal de Zúrich. Fue contratado el 1 de noviembre de 1879 por la firma constructora Eiffel et Cie. de Gustavo Eiffel. Allí diseñó, junto al también ingeniero Émile Nouguier, la famosa Torre Eiffel. También participó en los trabajos del viaducto ferroviario de Garabit, de 1882, y en el diseño interior de la Estatua de la Libertad del escultor Bartholdi, destinada a ser erigida en el puerto de Nueva York.

## La Torre de 300 metros
En la primavera de 1884, cuando se decidió realizar una gran Exposición Universal en París, Maurice Koechlin y su colega Emile Nouguier pensaron en construir en su centro una torre metálica más alta que cualquier otra construcción hasta la fecha, destinada a "ser la atracción de la Exposición”[cita requerida].
Un anteproyecto elaborado por Maurice Koechlin fue propuesto a Eiffel, quien a pesar de no declararse muy interesado[cita requerida] autorizó la continuación de los estudios.
Los dos ingenieros solicitaron entonces la colaboración de un arquitecto para elaborar un diseño a gran escala. El proyecto fue examinado en el otoño de 1884 por Barthordi y por el Comisario General para las Artes Decorativas de la Exposición.
El segundo aceptó exponer el diseño de la torre proyectada y los dos ingenieros decidieron presentárselo a Eiffel, quien entonces[cita requerida] cambió de parecer y se asoció al proyecto, hasta tal punto que en la solicitud de Patente de Invención registrada en septiembre de 1884, aparece como el asociado principal. El contrato entre los tres reza así:

"Los señores Emile Nouguier y Maurice Koechlin acuerdan ceder a M. Gustavo Eiffel la propiedad exclusiva de la solicitud mencionada y declaran ceder todos sus derechos sin ninguna restricción ni reserva en la forma y el momento en que G. Eiffel juzgue pertinente…".

A cambio, Eiffel se comprometió a pagar los costes de la obra y a entregar a cada uno una prima del 1% de las sumas desembolsadas, que les serían "pagadas por las diversas partes de la construcción"[cita requerida]. También se comprometió a citar sus nombres cuando se hablara de la torre[cita requerida].

## Honores
- Le fue concedida la Legión de Honor.